# Radio Żnin FM
Radio Żnin FM – lokalna stacja radiowa działająca na obszarze miasta oraz gminy Żnin. Nadaje na 96 MHz w paśmie UKF FM.
Z początkiem roku 2010, w Monitorze Polskim, zostało opublikowane ogłoszenie przewodniczącego KRRiT, dotyczące możliwości uzyskania koncesji na rozpowszechnianie programu radiowego (dot. tematyki lokalnej Żnina i okolic). Przewidziany okres trwania koncesji to 10 lat. Koncesję otrzymało, przy wsparciu finansowym Gminy Żnin, Stowarzyszenie radioznin.pl (prowadzące Internetowe Radio Żnin założone przez: Marcina Małeckiego, Barbarę Małecką oraz Pawła Wesołowskiego). Radio zostało zaprojektowane, wybudowane i uruchomione przez wolontariuszy stowarzyszenia. Pracami kierował Krzysztof Pietrzak. Opłaty związane z przyznaniem koncesji oraz adaptacja pomieszczeń i zakup sprzętu do studia radiowego oraz nagrań, zostały sfinansowane z miejskiej kasy Żnina. Studio mieści się przy ulicy Szpitalnej 23 A w Żninie.